# Martin Detzel
Martin Detzel (* 1959 in Herxheim) ist ein deutscher Ökonom. Er ist Professor für Betriebswirtschaftslehre an der DHBW Karlsruhe und seit 2022 Vorsitzender der Kommission zur Ermittlung des Finanzbedarfs der Rundfunkanstalten in Deutschland (KEF). 

## Lebenslauf
Nach dem Abitur am Eduard-Spranger-Gymnasium in Landau im Jahr 1978 absolvierte er eine Lehre zum Bankkaufmann und studierte anschließend Betriebswirtschaftslehre an der Universität Mannheim. Im Anschluss an die Promotion am Lehrstuhl von Wolfgang Gerke wechselte er in den Verantwortungsbereich „Finanz- und Rechnungswesen“ eines börsennotierten Investitionsgüterkonzerns. 
Seit 1993 ist er Professor für Betriebswirtschaftslehre an der DHBW Karlsruhe und übt aktuell die Funktion des Leiters der Studiengänge BWL-Industrie und BWL-Digital Business Management aus. Über viele Jahre hatte er die Leitung des Steinbeis-Transferzentrums „Finanzwirtschaftliches Management (FM)“ inne, mit dem er sich in Form von Seminaren und beratenden Projektbegleitungen insbesondere dem Transfer wissenschaftlicher Erkenntnisse in praktische Anwendungen auf den Gebieten der Investitionsrechnung, Finanzierung, Bilanzierung und des Controllings gewidmet hat. Einen Schwerpunkt der Projektbegleitung bildeten Rundfunkanstalten.
Seit 2012 ist Detzel Mitglied der Kommission zur Ermittlung des Finanzbedarfs der Rundfunkanstalten in Deutschland (KEF). Er wurde durch Baden-Württemberg als Sachverständiger aus dem Bereich Betriebswirtschaft benannt. Er war dabei Vorsitzender der AG 1, welche die Erträge der öffentlich-rechtlichen Rundfunkanstalten untersucht, sowie Mitglied der AG 5, die für methodische Fragen und den Bericht zur Wirtschaftlichkeit und Sparsamkeit der Rundfunkanstalten zuständig ist. 
Mit Wirkung zum 1. Januar 2021 wurde Detzel zum Stellvertretenden Vorsitzenden der KEF gewählt. Er folgt auf Ulrich Reimers, der sein Amt zum 31. Dezember 2020 zur Verfügung gestellt hat. Seit Januar 2022 ist er Vorsitzender der KEF.